# Южный (Павловский район, Краснодарский край)
Южный — посёлок в Павловском районе Краснодарского края.
Входит в состав Среднечелбасского сельского поселения.

## География

### Улицы

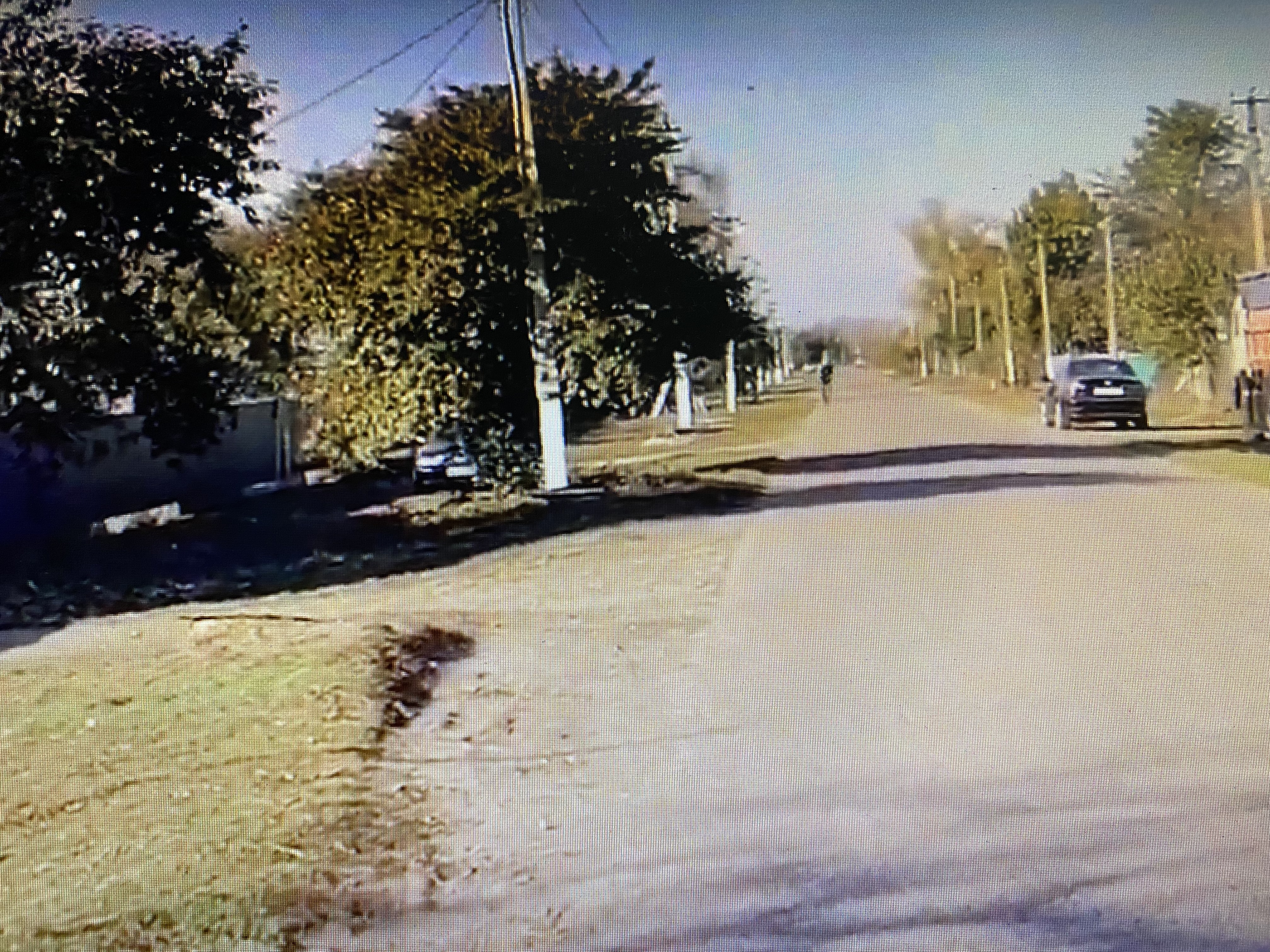

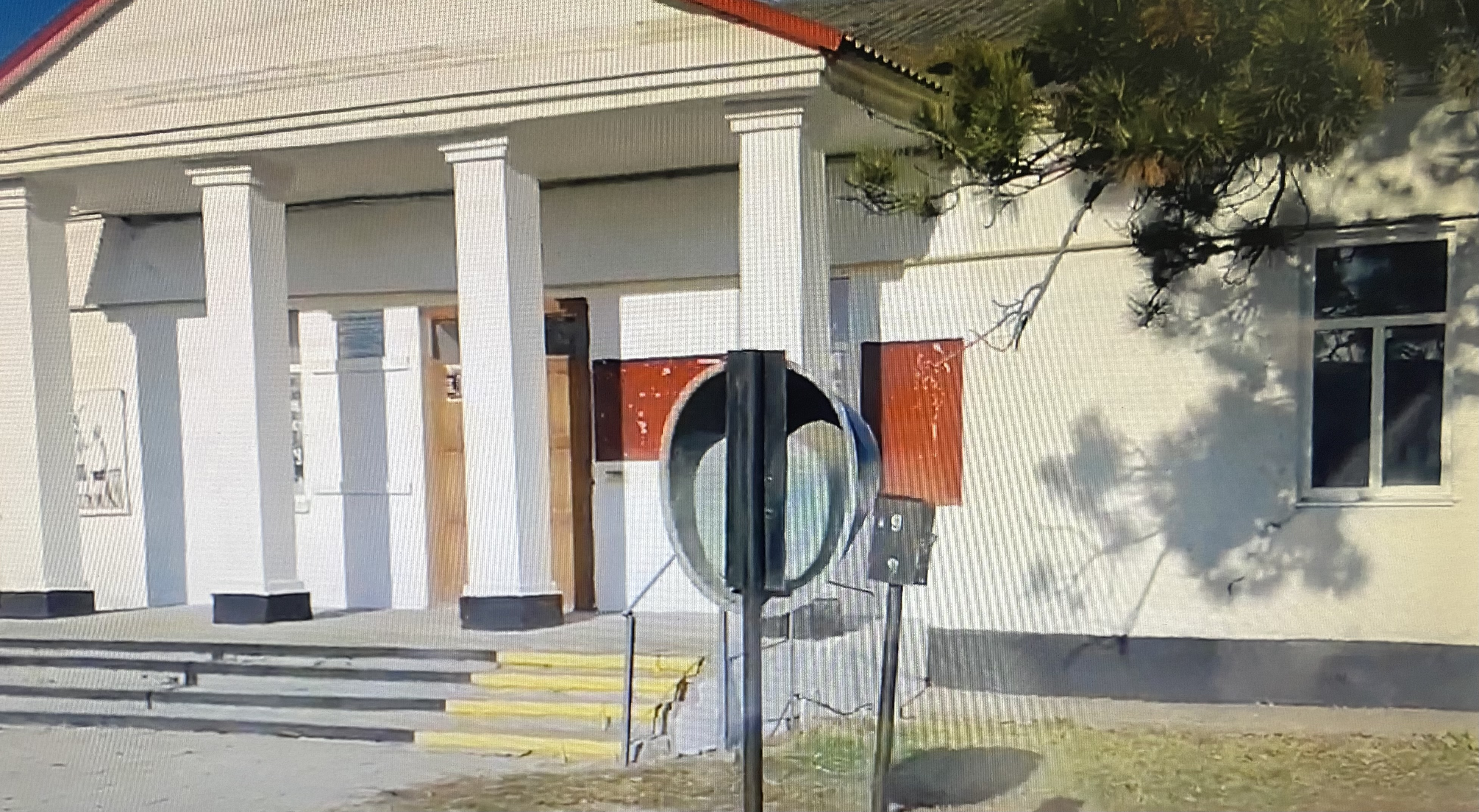

- ул. Кирова,
- ул. Нагорная.

## Население
| 2002 | 2010 |
| ---- | ---- |
| 343  | ↘305 |

## Достопримечательности

#### Часовня во имя святого мученика Виктора Коринфского
Построена в 2013 году с благословения Архипастыря Кубани митрополита Екатеринодарского и Кубанского Исидора. Освящена 28.09.2013. 

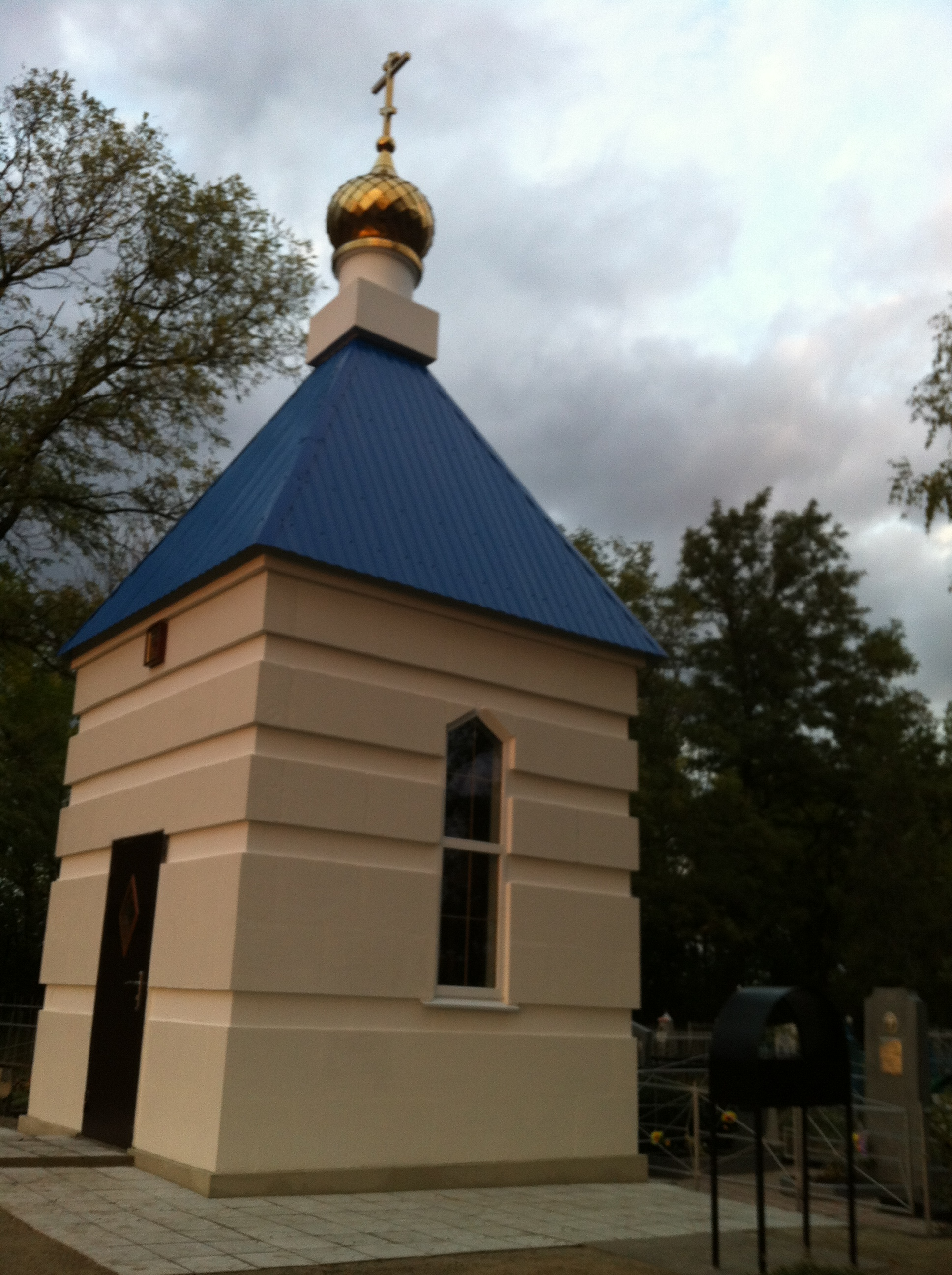
Часовня святого мученика Виктора Коринфского